# Richard Drautz

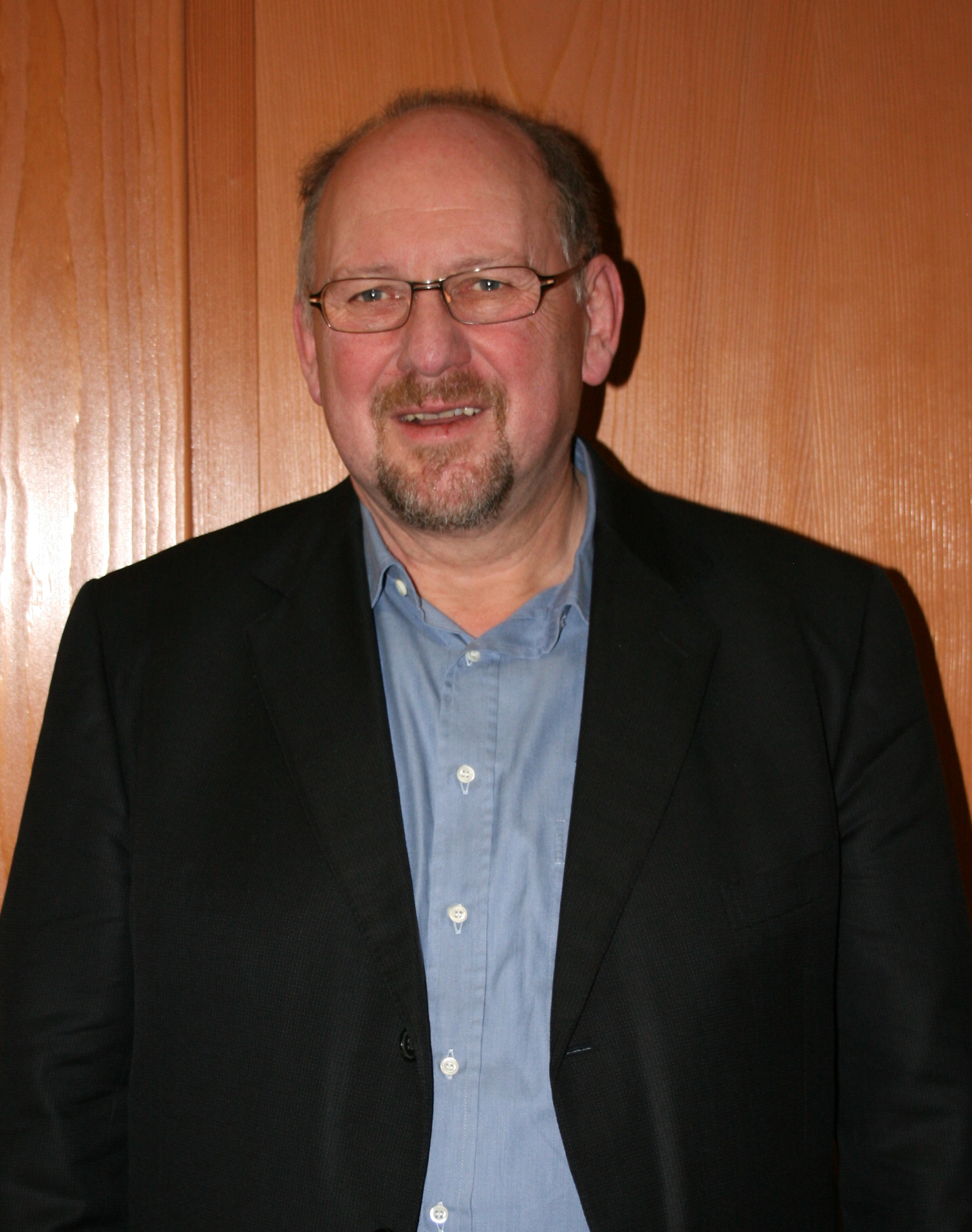
Richard Drautz (2013)

Richard Wilfried Drautz (* 29. Januar 1953 in Heilbronn; † 7. Mai 2014 ebenda) war ein deutscher Politiker (FDP) und selbständiger Weinbaumeister.

## Leben
Nach dem Besuch der Wartbergschule in Heilbronn machte Drautz eine Weinbaulehre und bestand 1976 die Prüfung zum Weinbaumeister. Von 1978 bis 2006 war er Mitinhaber und Betriebsleiter des Heilbronner Weingutes Drautz-Able.
Politisch engagierte sich Drautz in der FDP. Seit 1986 war er deren Heilbronner Stadtverbandsvorsitzender, von 1992 bis 2006 vertrat er die Partei auch im Heilbronner Gemeinderat. 1992 wurde er für den Wahlkreis 19 (Eppingen) in den Landtag von Baden-Württemberg gewählt (Zweitmandat). 1996 und 2001 wurde er wiedergewählt. Bei der Wahl 2006 verfehlte er die Wiederwahl. Bei der Landtagswahl 2011 kandidierte er im Wahlkreis 18 (Heilbronn) und erzielte mit 6,1 Prozent der Stimmen ein Ergebnis über dem Landesdurchschnitt, konnte aber kein Zweitmandat erringen und verfehlte somit den (Wieder-)Einzug in den Landtag.
Von 1999 bis Mitte 2006 war Drautz auch Schatzmeister seiner Partei im Landesverband Baden-Württemberg.
Von 2006 bis 2011 war er Staatssekretär im Wirtschaftsministerium Baden-Württemberg. Dafür musste er sein Gemeinderatsmandat in Heilbronn niederlegen.
Am Abend des 7. Mai 2014 erlitt er am Steuer seines Autos einen Herzinfarkt und starb trotz Reanimationsversuch. Drautz war verheiratet und hinterlässt ein Kind.

## Ehrenämter
Drautz hatte mehrere Ehrenämter. So war er unter anderem ehrenamtliches Mitglied des Vorstandes des Kreisbauernverbandes Heilbronn e. V., Vorsitzender des Theodor-Heuss-Freundeskreises in Baden-Württemberg e. V. und Mitglied des Verwaltungsrats der Reinhold-Maier-Stiftung.

## Auszeichnungen
Drautz erhielt 2003 das Bundesverdienstkreuz am Bande. Wenige Tage vor seinem Tod erhielt er am 27. April 2014 die Reinhold-Maier-Medaille.